# Sonate K. 530
La sonate K. 530 (L.44) en mi majeur est une œuvre pour clavier du compositeur italien Domenico Scarlatti.

## Présentation
La sonate en mi majeur K. 530 est notée Allegro.

## Manuscrits
Le manuscrit principal est le numéro 17 du volume XIII de Venise (1753), copié pour Maria Barbara ; les autres sont Parme XV 17, Münster I 65 et Vienne D 15.

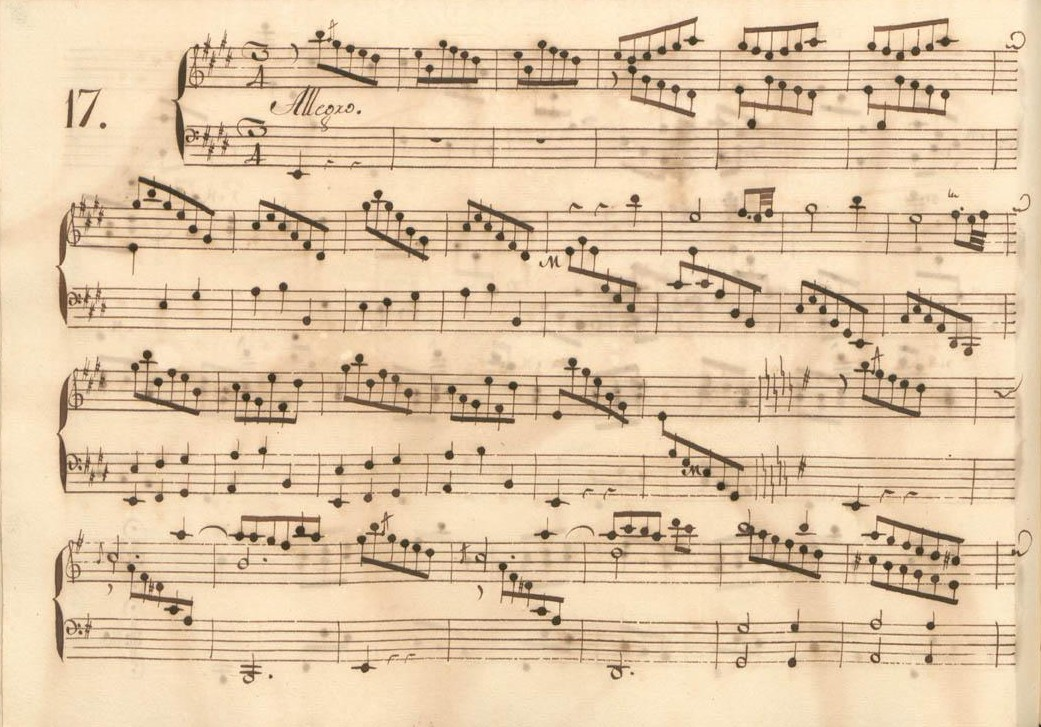
Parme XV 17.
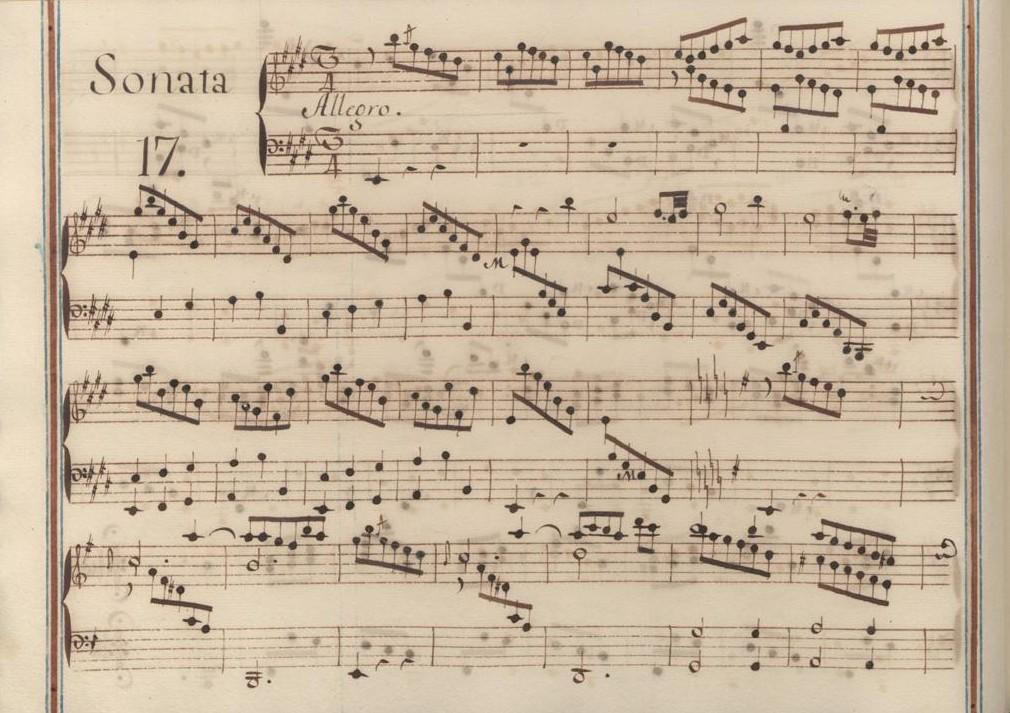
Venise III 17.

## Interprètes
La sonate K. 530, peu jouée, est défendue au piano par Artem Yasynskyy (2016, Naxos) ; au clavecin l'enregistrent notamment Scott Ross (Erato, 1985), Richard Lester (2004, Nimbus, vol. 5) et Pieter-Jan Belder (2007, Brilliant Classics).

## Sources
: document utilisé comme source pour la rédaction de cet article.
- Ralph Kirkpatrick (trad. de l'anglais par Dennis Collins), Domenico Scarlatti, Paris, Lattès, coll. « Musique et Musiciens », 1982 (1re éd. 1953 (en)), 493 p. (ISBN 978-2-7096-0118-4, OCLC 954954205, BNF 34689181).
- Alain de Chambure, « Domenico Scarlatti : Intégrale des sonates — Scott Ross », p. 196, Erato (2564-62092-2), 1985 (OCLC 891183737) .